# North American NA-16
North American NA-16 (eller svensk beteckning Sk 14) var North American Aviations egenkonstruerade skolflygplan. Flygplanet var början på en rad av nordamerikanska skolflygplan. 
I NA-16 flög för första gången den 1 april 1935 och överlämnades till US Army Air Corps för utvärdering som skolflygplan. Flygplanet accepterades, om än med vissa förändringar. 

## Användning

### Sverige
Flygplanet kom att tillföras till det Svenska flygvapnet som skolflygplan under beteckning Sk 14 och var i tjänst mellan åren 1937 och 1958. Totalt kom 137 stycken flygplan att tillföras genom licenstillverkning av AB Svenska Järnvägsverkstädernas Aeroplanavdelning (ASJA) och senare Svenska Aeroplan AB (SAAB).
Tre Sk 14 kom att 1944 modifieras med nytt infällbart trehjulinglandningsställ för träning av piloter till Saab 21. Dessa plan fick inofficiellt beteckningen SK 14N.

## Varianter
- NA-16 – Ett provflygplan tillverkat för US Army Air Corps
- NA-19 – Ny huv och andra mindre ändringar.
  - BT-9 – Beteckning för NA-19 i USAAC. 46 byggda.
- NA-19A – Beväpnad variant för vapenövning. 40 byggda för USAAC.
- NA-20 – Ett flygplan byggt för Honduras.
- NA-22 – Version med den svagare motorn Wright R-760 Whirlwind. En byggd.
- NA-23 – Version med huv och stjärt kopierade från North American T-6 Texan. 118 byggda för USAAC.
- NA-26 – Lätt bombflygplan med infällbart landningsställ och Pratt & Whitney R-1340 Wasp-motor. Ett flygplan byggt som demonstrator, senare sålt till Kanada.
- NA-27 – Ett provflygplan tillverkat för Nederländernas flygvapen.
- NA-28 – Skolflygplan med Wasp-motor men med fast landningsställ. 40 byggda för USA:s flotta.
- NA-29 – NA-19 med mindre ändringar. 66 byggda för USAAC.
- NA-31 – Skolflygplansversion tillverkad på licens i Sverige för det Svenska flygvapnet. 137 byggda.
  - Sk 14 – Svensk beteckning för NA-31. 54 byggda.
  - SK 14A – Svensk variant av NA-31 byggd med italienska Piaggio P VII-motorer. 83 byggda.
- NA-32 – Version designad för Austrailen liknande NA-28. Ej inköpt, NA-33 valdes i stället.
- NA-33 – Version med Wasp-motor och infällbart landningsställ. 756 byggda på licens av CAC i Australien.
- NA-34 – 29 flygplan med Whirlwind-motor tillverkade för Argentina.
- NA-37 – En demonstrator med Pratt & Whitney R-985 Wasp Junior-motor tillverkad för kejserliga japanska flottan.
- NA-41 – Version med Whirlwind-motor tillverkad för republiken Kinas flygvapen. 35 byggda.
- NA-42 – Version med Wasp-motor tillverkad för Honduras. 2 byggda.
- NA-43 – Version med Whirlwind-motor avsedd för Brasilien. Inga byggda.
- NA-44 – Demonstrator med Wright R-1820 Cyclone-motor.
- NA-45 – Version liknande NA-36 men med vapenbalkar för bomber under vingarna. 3 byggda för Venezuela.
- NA-46 – Version med Whirlwind-motor. 12 byggda för Brasiliens flotta.
- NA-47 – En demonstrator med Whirlwind-motor tillverkad för kejserliga japanska flottan.
- NA-48 – Version med Wasp-motor, infällbart landningsställ och dukklädd flygkropp. 15 byggda för republiken Kinas flygvapen.
- NA-49 – Version med Wasp-motor. 430 byggda för Royal Air Force, Kanada, Rhodesia och Sydafrika.
- NA-50 – Ensitsigt jaktflygplan vilket sedarmera blev North American P-64.
- NA-56 – Nykonstruerad version med längre flygkropp i metall och vingarna från North American T-6 Texan. 50 byggda för republiken Kinas flygvapen.
- NA-71 – Lätt bombflygplan med Wasp-motor. 3 byggda för Venezuela.